# Paratorchus anophthalmus
Paratorchus anophthalmus – gatunek chrząszczy z rodziny kusakowatych i podrodziny Osoriinae.
Gatunek ten opisany został w 1900 roku przez Charlesa A.A. Fauvela jako Holotrochus anophthalmus. W 1982 roku przeniesiony został przez H. Pauline McColl do rodzaju Paratrochus, któremu w 1984 roku ta sama autorka zmieniła nazwę na Paratorchus, w związku z wcześniejszym użyciem poprzedniej nazwy dla rodzaju mięczaków.
Chrząszcz o walcowatym ciele długości około 2,5 mm, barwy ciemnobrązowej z rudobrązowymi odnóżami i czułkami. Wierzch ciała ma dwojako punktowany: delikatnie i gdzieniegdzie grubo punktowany oraz umiarkowanie rzadko owłosiony. Długość szczecinek okrywowych jest mniejsza niż odległości między nimi. Owalne oczy buduje pojedyncze, płaskie omatidium. Przedplecze ma 0,45 mm długości i równoległe boki. Nasadowe kąty przedplecza i ramieniowe kąty pokryw są zaokrąglone. Odwłok ma wyraźnie widoczne linie łączeń między tergitem a sternitem tylko w przypadku trzeciego segmentu, a dziewiąty tergit niezbyt silnie wydłużony ku tyłowi w dwa tępe wyrostki tylne. U samca ósmy sternit odwłoka pozbawiony jest wgłębień. Narząd kopulacyjny samca ma 0,1 mm długości, krótki i tępy wyrostek boczny oraz C-kształtną część rurkowatą.
Owad endemiczny dla Nowej Zelandii, znany z dystryktu Buller w zachodniej części Wyspy Południowej. Spotykany jest w ściółce.